# Биков Володимир Борисович
Володи́мир Бори́сович Би́ков (24 червня 1957, Алчевськ)  — український архітектор, художник, фотохудожник, перший у незалежній Україні єпархіальний архітектор; заслужений архітектор України.

## Життєпис

### Родина
Народився в сім'ї робітників.
Батько  — Борис Якович Биков, учасник ІІ Світової війни, на початку війни потрапив у німецький полон. Однак, незважаючи на поневіряння, зумів зрозуміти і полюбити європейську родзинку  — прагнення до культури. Був бібліофілом, зібрав книгозбірню, яка була найкращою у робітничому районі Алчевська, у віці 42-х років купив рояль і брав уроки музики. Хотів щоб і діти долучалися до культури. Донька потім стала професійною музиканткою, а син Володимир захопився історичною літературою та археологією Тура Геєрдала.
Мати  — Таїсія Іванівна (із дому Герасименко)  — уродженка Смородино Тростянецького району із козацької родини, яка веде родовід від XV ст.

### Навчання
Закінчив Алчевську с/ш № 1. Після школи 2 роки працював робочим на Алчевському металургійному комбінаті.
Захоплювався історією, та археологією, у майбутньому планував цим займатися професійно.

В. Б. Биков «Церква — Ротондальна Базилика» (Білопільський р-н, с. Москаленки), акварель, 1980

У 1975-му через те, що назвав «Євангеліє» історичною книжкою мав проблеми із тодішньою владою.
1976  — був забраний до армії, спочатку служив у Самарканді (Туркестан) ВПС, закінчував службу в Сибіру. Саме в армії почав розвивати хист до малювання, брав уроки у відомого російського художника Віктора Бухарова (член Російської спілки художників).
Після армії працював робочим на взуттєвій фабриці в Кременчуку. Поступив до Полтавського Інженерно-будівельного інституту на факультет архітектури. Закінчив з червоним дипломом та був направлений за розподілом районним архітектором Білопільського району Сумської області, через рік поступив заочно на аспірантуру до доктора архітектури Саркісова Сергія Карповича.
1999  — закінчив Харківський філіал Української Академії державного управління при Президентові України здобув кваліфікацію Магістра державного управління.

### Архітектор
1989  — один із перших в Україні зайнявся «сакральною архітектурою» — відновлення церков.
Двічі Лауреат Державної премії за досягнення в царині архітектури:
25 червня 1998  — перша премія № 686/98 «За реабілітацію історико-архітектурного середовища м. Глухова».
23 червня 2004  — премія № 673/2004 "За архітектуру стадіону «Ювілейний», де Володимир Биков керував проектом.
2002  — член-кореспондент Української академії архітектури.
2004  — член-кореспондент Академії будівництва.
2025 —  головний вчений секретар Української академії архітектури.
Учасник всесвітніх конгресів архітекторів у Пекіні та Берліні.
Має церковні нагороди за відродження храмів та монастирів Сумщини, Чернігівщини. Відновлював Глинську пустинь, Софронієвську пустинь.
Загалом відновив більше 50 храмів у містах та селах Сумської області: Білопілля, Кролевець, Тростянець, Суми, Ямпіль, Конотоп (церква Олександра Невського), Лебедин.
У складі авторського колективу збудовані і відновлені церкви:
- Церква Св. Мучениці Валентини, 2003., м. Суми
- Церква прав. Іоанна Воїна, 1999  — 2008 рр. , м. Суми
- Церква Різдва Пресвятої Богородиці, 1999—2000 рр. м. Білопілля
- Успенська церква, 2002 р., с. Успенка, Буринський район.
- Покровська церква, 1998 р., с. Пожня
- Надбрамна церква Іверської ікони Божої Матері, 1999 р., с. Соснівка, Глухівський р-н.
- Церква Різдва Богородиці, 2009, р., м. Конотоп
- Свято-Успенська церква, (відновлена) кін. XIX, смт. Краснопілля.
- Комплекс Спасо-Преображенської церкви, (відновлений) м. Кролевець.
- Церква Св. Миколая Чудотворця, (відновлена). С. Русанівка.
- Церква Успіння Богородиці, (відновлена) с. Костянтинів.
- Петро-Павлівська церква, (відновлена) с. Деркачівка.
- Молчанський Печерський монастир Різдва Пресвятої Богородиці (відновлений) м. Путивль.
- Церква Різдва Богородиці (Св. Михаїла) (відновлена) с. Нова Слобода.
- Комплекс Софроніївського монастиря, (відновлений) с. Нова Слобода.
- Святодухівський собор, (відновлений) м. Ромни.
- Церква Св. Георгія, 2004 р., смт Степанівка.
- Дзвіниця церкви Святителя Миколая, 2005 р., с. Червоне.
- Свято-Покровська церква, 2002 р., с. Лікарське.
- Свято-Успенська церква, смт. Хотінь.
- Каплиця на честь Новомучеників та Ісповідників Руських. 2007 р., м. Тростянець.
- Монумент меморіалу Калнишевському у с. Пустовійтівка (відкриття 16 липня 2016 р.)

1994  — 2016 займав посади головного архітектора області, та м. Суми.
Керівник авторських колективів, що створили пам'ятник Голодомору в м. Лебедин та селі Піски, ці пам'ятники включені до національного реєстру. Керівник авторського колективу по створенню пам'ятника Конотопської битви в Шаповалівці.
Архітектор багатьох «міських скульптур» у м. Суми: Дама з Парасолькою, Чехов, Михайло Лушпа, Ветеран, Пам'ятник чиновнику, пам'ятник Голубничому (Олімпієць) та ін..

### Публіцистика
Автор книжки «Храми Сумщини».
Автор низки статей в царині архітектури і будівництва.
Автор проекту «Спадщина» — серія фільмів, присвячена православній архітектурі Сумської області.

### Родина
Має 4-х дітей, 3 онуків. Старші син та донька  — архітектори.